# Madonna Benois
Madonna Benois (Thánh mẫu Benois), là một bức tranh của danh họa người Ý thời Phục hưng - Leonardo da Vinci. Hiện tại, bức tranh đang được trưng bày tại Bảo tàng Hermitage, Saint Petersburg. Đây là một trong hai bức "Madonnas" được Leonardo bắt đầu vẽ vào tháng 10 năm 1478, bức còn lại là Madonna of the Carnation, hiện ở Alte Pinakothek, Munich.